# Live at the Hardback
Live at the Hardback is een livealbum van de Amerikaanse band Hot Water Music en werd uitgebracht in 1999 door No Idea Records. De show ging door in The Hardback in Florida en er werd van aangenomen dat dit Hot Water Musics laatste show zou zijn. De band kondigde hier echter aan door te gaan.

## Nummers
1. Us & Chuck - 4:07
2. Turnstile - 3:43
3. Alachua - 3:20
4. Blackjaw - 4:13
5. Moments Pass - 3:39
6. Where We Belong - 3:28
7. Minno - 4:02
8. Better Sense - 3:06
9. Just Don't Say You Lost It - 2:49
10. Springtime" (cover van Leatherface) - 3:36
11. Manual - 5:04
12. Drunken Third - 3:59